# Livio Romano
(Livio Romano, Mistandivò)
Livio Romano (Nardò, 29 novembre 1968) è uno scrittore italiano.

## Biografia
Laureato in Giurisprudenza, dottore di ricerca in Italianistica, collabora con le pagine culturali del Corriere del Mezzogiorno (inserto locale del Corriere della Sera), dirige corsi di scrittura creativa e insegna in un CPIA.
Pubblica i suoi primi racconti sul finire degli anni novanta nell'antologia Sporco al sole (Nardò, Besa-Books Brothers). Nel 2000 dà alle stampe il saggio Da dove vengono le storie (Lindau, Torino) e il racconto “Professionale” nell'antologia einaudiana Disertori. L'anno successivo, sempre per Einaudi, esce la raccolta di racconti Mistandivò, accolta con favore dalla critica, che ne sottolinea il particolare "gioco linguistico" che intreccia un linguaggio colto e ricercato a un lessico più basso e popolare. Il regista Edoardo Winspeare ne trarrà il cortometraggio Sale, presentato alla Biennale di Venezia del 2003, e l'opera verrà adottata dal Dipartimento di italianistica della Harvard University.
Nel 2001 realizza per la Rai il reportage radiofonico Gli uomini dalla testa di girasole. Nel 2002 pubblica il romanzo Porto di mare (Milano, Sironi), vincitore del premio «Il Delfino» Città di Pisa e paragonato dalla critica, per il suo estro narrativo, ai “reportage di colore tondelliani”. Nel 2005 pubblica il reportage dalla Bosnia post-guerra civile Dove non suonano più i fucili (Big Sur) e due anni più tardi, nel 2007, Niente da ridere (Marsilio), da lui definito un “romanzo realista e minimalista”.
Suoi racconti sono apparsi in diverse antologie fra le quali Narrative Invaders. Narratori di "Ricercare" 1993-1999, curata da Renato Barilli, Mica male il tuo libro, a cura di Alberto Sebastiani, Dizionario affettivo, a cura di Matteo B. Bianchi, il "Bollettino '900" del Dipartimento di italianistica dell’Università di Bologna. Articoli e scritti vari, inoltre, sono negli anni stati pubblicati su L’Unità, la Repubblica, Linus, Ulisse, il Corriere della Sera, Vibrisse, Nazione  indiana, l’Immaginazione, Nuova ecologia.
Negli anni successivi cura, per Radio Rai 3, l'inchiesta Diario elementare e il radiodramma in cinque puntate Il fascino mite delle travi di legno con sax tenore. Nel 2011 ha pubblicato il romanzo "on the road" Il mare perché corre, e nel 2012 Diario elementare, pamphlet satirico sulla scuola elementare adottato dall'Università di Aosta e da quella del Salento; entrambi presso l'editore Fernandel di Ravenna. Nell'ottobre 2016, edito ancora da Fernandel, è uscito Per troppa luce: "una commedia grottesca – secondo la definizione dello stesso autore – una parata di maschere umane tragiche, comiche, straniate e stranianti", finalista al "Libro dell'anno 2017" della trasmissione radiofonica Fahrenheit (Radio Rai 3).
Diversi tesi di laurea e studi critici hanno avuto ad oggetto la sua opera. Il più recente, Una nuova allegoria ipermoderna: il parco turistico a tema storico di Daniela Carmosino, 2018.

## Opere
- Da dove vengono le storie, Torino, Lindau, 2000
- Mistandivò, Torino, Einaudi, 2001
- Porto di mare, Milano, Sironi, 2002
- Dove non suonano più i fucili, Lecce, Big Sur, 2005
- Niente da ridere, Venezia, Marsilio, 2007 (Ravenna, Fernandel, 2021)
- Calypso mon amour, San Cesario di Lecce, Manni, 2009
- Il mare perché corre, Ravenna, Fernandel, 2011
- Diario elementare, Ravenna, Fernandel, 2012
- Per troppa luce, Ravenna, Fernandel, 2016
- A pelo d'acqua, Bari, Les Flâneurs, 2022